# László Szabados
László Szabados (hongarès: Szabados László)  (Subotica, 11 d'abril de 1911 - 17 d'octubre de 1997) va ser un nedador hongarès que va competir durant la dècada de 1930.
El 1932 va prendre part en els Jocs Olímpics de Los Angeles, on va guanyar la medalla de bronze en els 4×200 metres lliures formant equip amb András Wanié, István Bárány i András Székely, del programa de natació.
En el seu palmarès també destaca una medalla d'or al Campionat d'Europa de 1931 en la prova dels 4×200 metres lliures.